# Crawinkel
Crawinkel è una frazione della città tedesca di Ohrdruf, nel Land della Turingia.

## Storia
Il 1º gennaio 2019 il comune di Crawinkel venne aggregato alla città di Ohrdruf.